# Gertrud Scholtz-Klink
Gertrud Scholtz-Klink (nume la naștere Gertrud Emma Treusch; n. 9 februarie 1902, Adelsheim, Baden-Württemberg, Germania – d. 24 martie 1999, Bebenhausen⁠(d), Baden-Württemberg, Germania) a fost o politiciană nazistă și jurnalistă germană, conducătoarea Asociației Femeilor Național-Socialiste în timpul celui de-al Treilea Reich. Membră a NSDAP.

## Biografie
S-a înscris în NSDAP și, urmând exemplul primului ei soț care era liderul local al partidului, a întemeiat, începând din 1929, mai întâi la Offenburg și apoi în mai multe orașe din sud-vestul Germaniei, organizații ale femeilor național-socialiste. În octombrie 1930 a devenit conducătoare, la Baden, a Ordinului Femeilor Germane, afiliat încă din 1928 la NSDAP. După unificarea asociațiilor naziste de femei, din octombrie 1931 devine conducătoarea Asociației Femeilor Național-Socialiste din Bavaria, în 1934 fiind numită conducător general al acestei asociații, devenind și directoarea Biroului de Femei al Frontului Muncii. În anii 1930, responsabilitățiile sale în cadrul structurilor de partid au fost remarcabile, supunându-le, însă, tot timpul elitelor bărbaților și confirmând, astfel, rolul subaltern al femeii în cel de-al Treilea Reich. Tocmai pentru că Scholtz-Klink a acceptat această stare de lucruri, a fost posibil să aibă o carieră strălucită, spre deosebire de celelalte colege mai puțin dispuse să se mulțumească cu o poziție de inferioritate. A acceptat și a subliniat întotdeauna cu tărie necesitatea supunerii femeii în fața bărbatului, în relațiile de familie și interpersonale și în fața Fuhrer-ului, în orice moment al vieții acesteia. După război, a trăit timp de trei ani sub un nume fals. A fost condamnată de un tribunal francez la 18 ani de închisoare. Chiar și după prăbușirea celui de-al Treilea Reich, a rămas una dintre cele mai fanatice și ingenue susținătoare ale nazismului, după cum reiese din cartea sa, publicată în 1978, „Femeia în cel de-al Treilea Reich”.